# Бернијер д'Аји
Бернијер д'Аји (фр. Bernières-d'Ailly) насеље је и општина у северној Француској у региону Доња Нормандија, у департману Калвадос која припада префектури Кан.
По подацима из 2011. године у општини је живело 254 становника, а густина насељености је износила 27,05 становника/km². Општина се простире на површини од 9,39 km². Налази се на средњој надморској висини од 44 метара (максималној 137 m, а минималној 34 m).

## Демографија
| 1962. | 1968. | 1975. | 1982. | 1990. | 1999. | 2011. |
| ----- | ----- | ----- | ----- | ----- | ----- | ----- |
| 209   | 210   | 182   | 201   | 229   | 212   | 254   |

График промене броја становника у току последњих година